# Бассинга, Део
Део Грасиас Мауриль Глуар Бассинга (фр. Déo Gracias Maurile Gloire Bassinga; род. 11 августа 2005, Браззавиль) — конголезский футболист, нападающий клуба «Йонг Гент» и национальной сборной Республики Конго.

## Карьера

### «Дьябль Нуар»
В 2022 году футболист стал выступать в основной команде конголезского клуба «Дьябль Нуар». В октябре 2022 года вместе с клубом отправился на матчи Кубка Конфедерации КАФ. Первый матч на турнире сыграл 8 октября 2022 года против мозамбикского клуба «Ферровариу ди Бейра». В ответном матче 16 октября 2023 года против «Ферровариу ди Бейра» футболист отличился первым забитым голом на турнире. Вместе с клубом вышел в основной этап турнира, в раунде плей-офф квалификаций победив сейшельский клуб «Ла Пасс» по сумме матчей, в одном из которых футболист также отличился забитым голом. В групповом раунде футболист вместе с клубом занял третье место и не вышел в раунд плей-офф.

### «Йонг Гент»
В сентябре 2023 года футболист перешёл в молодёжную команду бельгийского «Гента», с которой заключил двухлетнее соглашение. Дебютировал за клуб 27 сентября 2023 года в матче против клуба «Намюр», выйдя на замену на 65 минуте.

## Международная карьера
В августе 2022 года футболист вместе с национальной сборной Республики Конго отправился на квалификационные матчи Чемпионат африканских наций 2022. Дебютировал за сборную 28 августа 2022 года в матче против сборной ЦАР. В январе 2023 года вместе со сборной отправился на основной этап турнира. Первый матч на турнире сыграл 16 января 2023 года против сборной Камеруна.
В феврале 2023 года футболист отправился в распоряжение молодёжной сборной Республика Конго до 20 лет для участия в молодёжном Кубке африканских наций. Первый матч сыграл 20 февраля 2023 года против сборной Южного Судана, отличившись забитым голом. В матче 3 марта 2023 года против сборной Туниса футболист отличился забитым хет-триком.